# Nguyễn Cảnh Hoan
Nguyễn Cảnh Hoan (阮景節 1521-1576) là tướng nhà Lê trung hưng trong lịch sử Việt Nam, có tài liệu chép là Nguyễn Cảnh Mô, Trịnh Mô, Nguyễn Hoan tước Tấn Quận công, giữ chức Binh bộ Thượng thư, hàm Thái phó về sau được tấn phong Quốc công.

## Thân thế
Tổ tiên là người phường Thiên Lý thuộc huyện Đông Triều, tỉnh Quảng Ninh cuối đời Hồ vì loạn lạc nên di chuyển vào làng Ngọc Sơn, huyện Thanh Chương, Nghệ An. Họ Nguyễn Cảnh nhà ông còn có tên gọi là họ Nguyễn Cảnh Thiên Lý.
Ông là hậu duệ đời thứ 6 của các anh hùng thời Hậu Trần như: Nguyễn Cảnh Chân, Nguyễn Cảnh Dị,...
Cha của ông là Phúc Khánh Quận công Nguyễn Cảnh Huy người làng Ngọc Sơn, huyện Thanh Chương, tỉnh Nghệ An. Mẹ là người họ Thái xã Hòa Sơn, Đô Lương.

## Sự nghiệp

### Phù Lê diệt Mạc
Tháng 6 năm 1527, Mạc Đăng Dung sau khi đã phụng sự bốn đời Vua Lê Uy Mục, Lê Tương Dực, giết Chiêu tông lập vua Lê Cung Hoàng và ép Lê cung Hoàng thảo chiếu nhường ngôi lập ra vương triều Mạc. Cựu thần nhà Lê là An Thành hầu Nguyễn Kim không chịu thần phục nhà Mạc chạy lên Sầm Châu chiêu nạp hào kiệt và đưa Lê Duy Ninh lên ngôi vua, là Lê Trang Tông (1533-1548) mở đầu cho thời kì Trung Hưng nhà Lê.
Thời kì này vùng Thanh - Nghệ trộm cướp và giặc giã nổi lên như ong. Cha con Nguyễn Cảnh Hoan lập đồn trại, chiêu mộ quân sĩ và khởi binh tại thôn Chiêu Quả vùng núi Thanh Chương, tiễu trừ các đám sơn tặc, thu phục và tiêu diệt dần các thế lực đối địch.
Năm 1536, cha con ông mang quân sĩ đến Sầm Châu theo Lê Trang Tông và được trọng dụng. Nguyễn Cảnh Huy được phong làm Bình Dương Hầu, Cảnh Hoan tước Dương Đường Hầu dưới quyền điều khiển của Nguyễn Kim.
Năm 1545, Nguyễn Kim bị hàng tướng nhà Mạc là Trung Hậu hầu Dương Chấp Nhất đầu độc chết. Trịnh Kiểm lên thay, Cảnh Hoan là tướng dưới quyền.

### Phòng thủ Hoan Ái
Tháng 12, năm 1547, Đại tướng nhà Mạc là Tây Quận công Nguyễn Kính đem quân đi đánh nhà Lê. Quân hai bên đánh nhau to ở Lôi Dương thuộc Thiệu Hóa, Thanh Hóa. Đại tướng Nguyễn Kính thua trận đang đêm bèn rút khỏi quan ải, trên đường rút lui trúng phục binh của Cảnh Hoan, quân Mạc thua to. Trận này Cảnh Hoan được phong Đề đốc Tấn quận công.
Tháng 1 năm 1553, do có nhiều chiến tích trong các đợt chống quân Mạc, Nguyễn Cảnh Hoan được phong làm Thái Bảo. Trịnh Kiểm thấy ông là người mưu lược nên rất kính nể, coi như thần tử thân thuộc và gọi ông là Trịnh Mô, cho quyền thu thuế và trông coi hai huyện Nam Đường và Chân Phúc thuộc Nghệ An.
Năm 1555, Thọ quốc công và Vạn Đồn hầu nhà Mạc đem quân xâm lấn huyện Vĩnh Lộc, Thanh Hóa. Trịnh Kiểm và quan quân nhà Lê ra nghênh chiến. Cảnh Hoan trận này bắt sống được tướng Mạc.
Năm 1570, Trịnh Kiểm mất, các con là Tuấn Đức hầu Trịnh Cối và Phúc Lương hầu Trịnh Tùng tranh quyền. Phúc Lương hầu Trịnh Tùng cùng các tướng Tấn quận công Nguyễn Cảnh Hoan, Lai quận công Phan Công Tích, Nghĩa quận công Đặng Huấn, Đoan Vũ hầu Lê Cập Đệ, Văn Phong hầu Trịnh Vĩnh Thiệu, Vệ Dương hầu Trịnh Bách chạy vào Yên Trường.
Nhà Mạc nhân việc này kéo quân vào xâm lấn, các tướng nhà Lê đồn trú các nơi đều theo về Yên Trường để chống giữ. Trịnh Tùng được phong làm Trưởng quốc công tiết chế thủy bộ chư dinh. Anh Tông hội các tướng bàn việc mở chiến dịch lấy lại đất đai. Quân Lê theo ba hướng mà tiến.
Nguyễn Cảnh Hoan cùng các tướng An quận công Lại Thế Khanh, Đoan Vũ hầu Lê Cập Đệ, Văn Phong hầu Trịnh Vĩnh Thiệu đem quân từ An Định qua Vĩnh Phúc đánh lấy Tống Sơn. Tháng 12, quân Mạc rút về bắc.
Tháng 2 năm 1571, gia phong Trịnh Tùng làm Thái úy Trưởng Quốc công, Cảnh Hoan được gia phong làm Thiếu phó ngồi hàng dưới.
Tháng 7 năm 1571, Khiêm vương Mạc Kính Điển và các tướng vào đánh cướp Nghệ An, dân phía Nam sông Lam phần lớn đều quy phục quân Mạc. Các tướng nhà Lê ở đây là Nguyễn Bá Quýnh cự không được đành bỏ chạy, Hoàng quận công bị quân Mạc bắt sống.
Tháng 9 năm 1571, Nguyễn Cảnh Hoan và Phan Công Tích đem quân vào cứu Nghệ An. Mạc Kính Điển và Nguyễn Quyện giao chiến với hai tướng, đại quân Mạc thế chừng ở lâu đánh không được phải rút về bắc.
Tháng 7 năm 1572, quân Mạc vào đánh cướp Nghệ An. Nguyễn Cảnh Hoan cùng 2 tướng An quận công Lại Thế Khanh, Lai quận công Phan Công Tích đem quân vào cứu, quân Mạc rút về.
Năm 1573, Lê Duy Đàm lên ngôi. Trịnh Tùng được phong làm Đô tướng, Thái úy Trưởng quốc công. Nguyễn Cảnh Hoan là chiến tướng xông pha nhiều năm, rất có tiếng tăm, có tài biện luận nên được phong sang ban văn làm Hiệp mưu công thần, đặc tiến Kim tử Vinh lộc đại phu, Binh bộ thượng thư, Thái phó, kiêm Hành tướng sự.
Năm 1574, tướng Mạc là Nguyễn Quyện đem đại binh vào quấy phá Nghệ An. Tướng nhà Lê là Hoành quận công sợ hãi bỏ chạy, đến Bố Chính thuộc Quảng Bình bị Nguyễn Quyện bắt sống. Quân Lê phái Nguyễn Cảnh Hoan và Phan Công Tích vào cứu. Hai bên đánh nhau mấy tháng liền, Nguyễn Quyện rút quân về bắc.
Năm 1575, Thạch quận công Nguyễn Quyện nhà Mạc đem đại binh vào đánh cướp Hoan Châu. Cảnh Hoan cùng hai tướng là Thái phó An quận công Lại Thế Khanh, Lai quận công Phan Công Tích đem quân vào cứu, chia 3 nơi phòng ngự.
Nguyễn Cảnh Hoan cùng 30 chiến tướng dưới quyền lập doanh trại tại đạo Thanh Thủy, chiêu mộ binh sĩ, đắp lũy kéo dài từ vùng Hồ Nón, Nam Đàn cho tới Lựu Sơn, Đô Lương để chống đại quân Mạc.
Vì dụng binh sơ suất nên Phan Công Tích bị Nguyễn Quyện dùng kì binh bắt giết tại lèn Hai Vai, Yên Thành. Tiếp đó đại binh nhà Mạc chuyển quân lên vùng thượng lưu, xuôi theo sông Lam để đánh phá quân Lê. Cảnh Hoan và Nguyện Quyện đánh nhau chí tử tại vùng Thanh Chi, Võ Liệt, Phuống thuộc Thanh Chương bất phân thắng bại.
Lo ngại Lại Thế Khanh đem quân tiếp ứng, Nguyễn Quyện rút quân xuôi sông Lam ra biển, Cảnh Hoan biết được đặt phục binh tại Rú Nguộc giết chết Kỳ quận công nhà Mạc tại trận. Nguyễn Quyện cùng đại quân tháo chạy ra biển về Bắc. Quân Lê thắng to.

### Bị nội phản
Năm 1576, nhà Mạc huy động các tướng giỏi và đại binh đánh Thanh - Nghệ. Khiêm Vương Kính Điển đánh vùng sông Chu huyện Thụy Nguyên, Mạc Ngọc Liễn đánh vùng sông Mã thuộc Yên Định, Nguyễn Quyện tiến theo đường biển đánh phá Nghệ An, trăm họ rúng động.
Trịnh Tùng cho người đưa chỉ vào triệu Cảnh Hoan về bàn bạc kế hoạch chống giữ. Thuộc tướng của Cảnh Hoan là Lâm quận công làm phản, đầu hàng Nguyễn Quyện và tiết lộ tin tức. Nguyễn Quyện đem quân trở ra Ngọc Sơn, Thanh Hóa đóng đồn từ Cầu Quán đến Mạo Lạp, lại cho quân mai phục hai bên đón đường.
Trên đường ra Yên Trường, Cảnh Hoan và quân túc vệ rơi vào mai phục của Nguyễn Quyện tại Bông Đồn, Độc Hiệu. Đánh nhau hơn một ngày, Cảnh Hoan đem quân theo ít, chống không được đại binh nhà Mạc nên yếu thế dần. Nguyễn Quyện thấy vậy bảo tướng sĩ rằng:
Trịnh Mô thua chạy, tướng lệnh vô phèng, ta nhất định bắt được y
Rồi đốc quân đuổi theo và bắt được Cảnh Hoan đem về Thăng Long.
Đại Việt Sử ký Toàn thư ghi rằng:Từ đấy, oai thanh của Nguyễn Quyện ngày một lừng lẫy, trở thành viên danh tướng của họ Mạc. Các tướng hùng, tôi giỏi cả miền Giang Đông đều cho là không bằng Nguyễn Quyện
Trịnh Tùng phái người ra bắc tìm cách đem vàng chuộc ông nhưng không được. Nhà Mạc biết Hoan là tướng giỏi bèn cho các đại thần, đặc biệt là Nguyễn Quyện tới tìm cách lôi kéo nhưng ông cự tuyệt.
Tháng 9 năm 1576, Cảnh Hoan bị giết tại Thăng Long.

### Cự tuyệt nhà Mạc
Bị giam tại Thăng Long, nhà Mạc thấy ông là tướng giỏi, rộng rãi mà cương nghị, muốn tìm cách lôi kéo mua chuộc, cử các đại thần văn võ tới thăm viếng dụ dỗ nhưng bị ông cự tuyệt.
Nguyễn Quyện đến gặp ông và nói rằng:
Ta nghe ở thôn quê có câu sấm truyền rằng: "Mô là cây của Mạc, nếu không được Mạc dùng, ắt hẳn sẽ thành tro dưới mồ thôi(Mô giả, Mộc mạc dã; bất bi Mạc dụng, tất thành hưu mô chi mộ)". Ý giả sấm truyền cũng muốn nhắc nhở Tấn quận công đấy thôi, thế mà Tấn quận công lại một mực không tỉnh ngộ
Cảnh Hoan đáp rằng:
Bình sinh khi qua chơi nhà ông, ta thấy thân sinh của ông bảo ông tuy thông minh nhưng lười học, nên mới đặt tên cho ông là Quyện, nhốt ông trong thư phòng, có câu răn rằng: "Quyện là người của sách, vì quay lưng lại sách, quả nhiên bị cái nhục cầm tù"(Quyện giả, quyển nhân giã; hữu vi ư quyển, quả thụ khuyên tù chí nhục)". Sao ông không suy nghĩ về điều đó. Người đọc sách không thể làm trái với sách. Sách có nói: "Tôi ngay không thờ hai chúa", ông sao làm trái lời đó ?
Nguyễn Quyện nói:
Đại trượng phu không thờ hai vua, thế là trung. Quyện này nếu về với chủ cũ sẽ thất trung.
Nguyễn Quyện nói xong phẩy áo mà đi. Sau cuộc viếng thăm này, biết không thể thu phục được Cảnh Hoan nên nhà Mạc đem ông giết đi. Là địch thủ nhiều năm trên chiến trường Hoan Châu, tiếc ông là người cương liệt trung nghĩa, Nguyễn Quyện đã cho người khâm liệm và xin Vua Mạc cho người đưa thi hài về Hoan Châu và có nói về ông rằng:
Trung nghĩa, cương liệt đời hiếm hoi, sau này ắt sẽ thành thần lớn
Trước khi chết Nguyễn Cảnh Hoan viết hai bài thơ tuyệt mệnh rằng:
Nhân trung bẩm cương nghị
Thế thượng đốc trung trinh
Thiên địa quang chính khí
Nhật nguyệt chiếu lâm tình
Lăng lăng thanh bất hủ
Lẫm lẫm tử do sinh
Sát phạt chư ma quỷ
Tróc phược chúng tà tinh
Túng hữu chân tâm đảo
Lai lâm tự luật linh
và viết thêm:
Thế thụ thao kiềm
Đàn đăng tướng súy
Kiên trì kình tiết thanh
Lưu thử đan tâm tử
Thân thượng tri Lê Trịnh triều
Diện khẳng tâm trung nghĩa quỷ
Nhan Đường,Văn Tống liên tiền hiền
Liệt nhật thu sương thùy hậu thế

### Phong thần của nhà Lê
Trong gian đoạn đầu của thời kì xung đột Lê – Mạc, vùng Thanh - Nghệ là chiến trường chính. Quân Mạc vào đánh cướp liên tục, dân cư khu vực này rất sợ oai, phần phía nam sông Lam có lúc đã quy phục Mạc triều. Quân Lê và tướng tá đồn trú ở đây lép vế nhiều lúc bỏ chạy khi quân Mạc vào đánh chiếm. Nguyễn Cảnh Hoan và các tướng phải nhiều lần đem quân vào cứu mới thu được đất đai.
Vào giữa thời kì phân tranh, quân hai bên đang ở thế giằng co, Cảnh Hoan bị tướng nhà Mạc là Nguyễn Quyện dùng phục binh bắt được đem về Thăng Long và giết chết. Triều đình nhà Lê truy phong ông là Tấn quốc công, và phong là Hùng Nghị Khuông Tế Trạch Dân Đại Vương, xếp vào trung đẳng thần, cúng tế và hương hỏa hàng năm. Ban thêm đất vùng Ngọc Sơn, Nông Sơn, Hồ Sơn thuộc vùng Nam Đường làm thái ấp. Về sau con cháu nhiều người làm tướng có nhiều công tích, ngoài hai huyện Nam Đường, Chân Phúc, được cấp thêm hai huyện Thanh Miện và Phù Dung làm bổng lộc.
Sắc chỉ triều đình nhà Lê lập đền thờ chính của ông ở thôn Chân Ngọc, xã Đồng Văn, huyện Thanh Chương.
Năm 1602, đền thờ ông được xây dựng quy mô ở xã Tràng Sơn, Đô Lương, Nghệ An. Năm 1787 được trùng tu, Năm 1895 xây thêm trung điện và nhà bia. Định kì mười năm tổ chức lễ chay một lần, là lễ hội lớn của vùng Nghệ An. Năm 1991, đền thờ được công nhận Di tích lịch sử văn hóa quốc gia.
Vùng Nghệ An có nhiều đền thờ ông, ngoài nơi thờ tự chính ở Tràng Sơn còn có đền Phú Thọ ở xã Lưu Sơn huyện Đô Lương, đền Hữu ở xã Thanh Yên, phủ thờ ở xã Thanh Văn huyện Thanh Chương, đền thờ tại Hồ Nón, huyện Nam Đàn...
Phần mộ của ông hiện nay thuộc Rú Cấm xã Tràng Sơn huyện Đô Lương.
Trong thời kì đem quân vào ứng cứu Nghệ An, Cảnh Hoan và các tùy tướng đóng đại bản doanh, xây hào lũy khu vực Nam Đường, vỗ về dân chúng ở đây. Vùng Lưu Sơn, Đô Lương được ông hướng dẫn cho cách ép mía làm mật, dân cư ven sông Lam nghề nuôi tằm dệt vải, cho bắc nhiều cầu trên sông Đa Cương .
Bùi Huy Bích làm Hiệp trấn Nghệ An, khi đi qua vùng núi Hồ Cương, Nam Đàn thăm thành lũy cũ do Cảnh Hoan xây có đề thơ rằng:
Tấn quốc đương sơ phạt Quyện nhân
Thử gian thụ sách trú tam quân
Bách niên mã cứu câu thăng tại
Thiên điệp sơn thành thảo thạch xuân
Mạc phủ tích công thành lão tướng
Sa trường toàn nghĩa tác danh thần
Hất kim di chỉ Hồ Cương bạn
Tưởng tượng phong yên hộ chiến trần
Hiện nay tại thành phố Vinh, Thị trấn Đô Lương, Thị trấn Thanh Chương, Nghệ An đều có đường mang tên ông.
Tổ tiên của Nguyễn Cảnh Hoan truyền đời có làm thuốc bắc, đến đời ông tuy là danh tướng xông pha trận mạc nhưng vẫn để tâm nghiên cứu về sách thuốc. Trước khi bị nhà Mạc giết hại tại Thăng Long, ông có nhờ người đem về truyền lại cho con cháu những ghi chép của bản thân về y thuật. Đến con trai ông là Nguyễn Cảnh Kiên tuy làm tướng nhưng vẫn chuyên tâm tiếp tục nghề thuốc của tổ tiên truyền lại, và trở thành một thầy thuốc nổi tiếng Thăng Long lúc bấy giờ. Cảnh Kiên được phong làm Thái Y viện chưởng kiêm Tế Sinh đường.

## Sắc phong thần cho Nguyễn Cảnh Hoan
Tại đền Khai Long tại xã Trung Sơn, huyện Đô Lương, tỉnh Nghệ An vốn được lập để thờ tự Nguyễn Cảnh Hoan và vị thần Khai Long sứ hiện còn lưu giữ nhiều sắc phong thần cho Nguyễn Cảnh Hoan.
Nội dung một số sắc phong như sau:
- Sắc phong cho đền thờ Khai Long thờ thần Khai Long sứ và Nguyễn Cảnh Hoan vào năm Tự Đức thứ 31 [7]:

Nguyên văn:
敕旨乂安省梁山縣純忠社依舊奉事俊邁剛忠端亮光懿兵部上書太傳晉府君謚謙謹中等神;嘏純禧妙感純正開隆使君。節經頒給敕封準其奉事。嗣德三十一年正值朕五旬大慶節經頒寶詔覃恩禮隆登怵準許依舊奉事用誌國慶而伸祀典。
欽哉
Phiên âm:
Sắc chỉ Nghệ An tỉnh Lương Sơn huyện Thuần Trung xã tòng tiền phụng sự Tuấn mại Cương trung Đoan lượng Quang ý Binh bộ thượng thư Thái phó Tấn phủ quân thụy Khiêm Cẩn trung đẳng thần; Huyền hỗ Thuần hy Diệu cảm Thuần chính Khai Long sứ quân. Tiết kinh ban cấp sắc phong chuẩn kỳ phụng sự. Tự Đức tam thập nhất niên chính trị trẫm ngũ tuần đại khánh, tiết kinh ban bảo chiếu đàm ân, lễ long đăng trật, chuẩn hứa y cựu phụng sự, dụng chí quốc khánh nhi thân tự điển. Khâm tai!
Dịch nghĩa:
Sắc chỉ cho xã Thuần Trung, huyện Lương Sơn, tỉnh Nghệ An từ trước đến nay thờ phụng vị trung đẳng thần Thái phó Tấn phủ quân tên thụy là Khiêm Cẩn, quan thượng thư bộ Binh, vốn được ban mỹ tự là: Tuấn mại Cương trung Đoan lượng Quang ý và vị tôn thần Khai Long sứ quân. Đã được ban tặng sắc phong chuẩn cho thờ phụng. Năm Tự Đức thứ 31 gặp đúng đại lễ mừng thọ 50 của trẫm nên ra chiếu báu tỏ rõ ơn sâu, lễ long trọng nên tăng thêm cấp bậc, chuẩn cho thờ phụng như cũ để ghi nhớ ngày vui của nước mà kéo dài phép thờ tự. Kính thay!
- Sắc phong năm thứ nhất niên hiệu Đồng Khánh:

Nguyên văn:
敕俊邁剛忠端亮光懿兵部上書太傳晉府君謚謙謹中等神玄嘏純禧妙感純正開隆使君之神向來護國庇民稔著靈應。節蒙頒給敕留祀.。肆今丕膺耿命緬念神庥可加贈翊保中興各等神仍準許乂安省梁山縣純忠社依舊奉事。神其相佑保我黎民。欽哉
Phiên âm:
Sắc Tuấn mại Cương trung Đoan lượng Quang ý Binh bộ thượng thư Thái phó Tấn phủ quân thụy Khiêm Cẩn trung đẳng thần; Huyền hỗ Thuần hy Diệu cảm Thuần chính Khai Long sứ quân chi thần hướng lai hộ quốc tí dân nhẫm trước linh ứng. Tiết mông ban cấp tặng sắc lưu tự. Tứ kim phi ưng cảnh mệnh, miến niệm thần hưu, khả gia tặng: Dực bảo Trung hưng các đẳng thần, nhưng chuẩn hứa Nghệ An tỉnh Lương Sơn huyện Thuần Trung xã y cựu phụng sự. Thần kỳ tướng hựu bảo ngã lê dân. Khâm tai!
Dịch nghĩa:
Sắc cho vị trung đẳng thần Thái phó Tấn phủ quân tên thụy là Khiêm Cẩn, quan thượng thư bộ Binh, vốn được ban mỹ tự là: Tuấn mại Cương trung Đoan lượng Quang ý và vị tôn thần Khai Long sứ quân từ trước tới nay bảo vệ nước che chở dân linh ứng rõ rệt. Đã được ban tặng sắc phong để thờ. Nay trẫm kế thừa mệnh sáng, trông lại sự che chở của thần, đáng được tặng phong là: Các đẳng thần Dực bảo Trung hưng, vẫn chuẩn cho xã Thuần Trung huyện Lương Sơn tỉnh Nghệ An thờ phụng như cũ. Thần hãy giúp đỡ che chở cho dân ta. Kính thay
Sắc phong của vua Duy Tân:
Nguyên văn:
敕旨乂安省梁山縣純忠社依舊奉事卓偉翼保中興開隆使君上等神卓偉翼保中興功神太傅晉郡公阮上等神。節經頒敕封準其奉事。維新元年晉光大禮經頒頒寶詔覃恩禮隆登秩榫依舊奉事用志國慶而申祀典。欽哉
Phiên âm:
Sắc chỉ Nghệ An tỉnh Lương Sơn huyện Thuần Trung xã tòng tiền phụng sự Trác vĩ Dực bảo Trung hưng Khai Long sứ quân thượng đẳng thần; Trác vĩ Dực bảo Trung hưng Lê trung hưng công thần Thái phó Tấn Quận công Nguyễn thượng đẳng thần. Tiết kinh ban cấp sắc phong chuẩn kỳ phụng sự. Duy Tân nguyên niên tấn quang đại lễ, tiết kinh ban bảo chiếu đàm ân, lễ long đăng trật, chuẩn hứa y cựu phụng sự, dụng chí quốc khánh nhi thân tự điển. Khâm tai
Dịch nghĩa:
Sắc chỉ cho xã Thuần Trung huyện Lương Sơn tỉnh Nghệ An từ trước đến nay thờ phụng vị Thượng đẳng thần Khai Long sứ quân vốn được tặng mỹ tự là Trác vĩ Dực bảo Trung hưng; vị thượng đẳng thần công thần triều Lê trung hưng Thái phó Tấn Quận công họ Nguyễn (vốn được tặng mỹ tự là) Dực bảo Trung hưng. Đã được ban tặng sắc phong chuẩn cho thờ phụng. Năm đầu niên hiệu Duy Tân cử hành đại lễ lên ngôi nên ra chiếu báu tỏ rõ ơn sâu, lễ long trọng nên tăng thêm cấp bậc, chuẩn cho thờ phụng như cũ để ghi nhớ ngày vui của nước mà kéo dài phép thờ tự. Kính thay!

## Hậu duệ
Ông có 20 người con (trong đó có 10 trai và 08 gái + 2 con trai nuôi)
1. Nguyễn Cảnh Hải - Thụy Trung Hầu
2. Nguyễn Cảnh Kiên - Thư Quận Công
3. Nguyễn Cảnh Bố
4. Nguyễn Cảnh Thuận
5. Nguyễn Cảnh Núi
6. Nguyễn Cảnh Điền
7. Nguyễn Cảnh Sơ - Hào Quận Công
8. Nguyễn Cảnh Đoan
9. Nguyễn Cảnh Yên
10. Nguyễn Cảnh Biền
11. Ngọc Nhật
12. Ngọc Sử
13. Ngọc Ủ
14. Ngọc Tây
15. Ngọc Bống
16. Ngọc Mơ
17. Ngọc Dương
18. Ngọc Sâm
19. Nguyễn Cảnh Tráng (con nuôi)
20. Nguyễn Cảnh Phủ  (con nuôi)

Anh em và con cháu ông tiếp tục sự nghiệp trung hưng nhà Lê đều làm tướng, nhiều đời quý thịnh, 18 người được phong quận công, 72 người tước hầu có tiếng là Trung Cần Nhân Nghĩa như Thái bảo Tả Tư không Thư quận công Nguyễn Cảnh Kiên, Thiếu phó Đô Úy Tả Tư mã Thắng quận công Nguyễn Cảnh Hà, Tả đô đốc Phó tướng Liêu quận công Nguyễn Cảnh Quế, …
Năm 1787 đầu Lê Chiêu Thống, Nguyễn Cảnh Thước là cháu mấy đời, làm tướng trấn thủ vùng Kinh Bắc nổi tiếng hùng mạnh và mưu lược. Lúc Vũ Văn Nhậm dẫn quân Tây Sơn ra diệt Hữu Chỉnh, Lê Chiêu Thống và Nguyễn Hữu Chỉnh thấy Thước là dòng dõi công thần muốn lấy làm chỗ dựa để khôi phục nhà Lê, vượt sông sang Kinh Bắc. Thước cáo ốm và ngầm thả thủ hạ cướp tư trang, tiền bạc và lột áo báo của xa giá, giấu thuyền bè không cho sang sông. Về sau Thước theo Tây Sơn nhưng không được tin dùng.
Thời hiện đại có: GS.TS. Nguyễn Cảnh Toàn, Thứ trưởng Bộ Lao động Nguyễn Song Tùng, nguyên bộ trưởng Bộ Thủy lợi Nguyễn Cảnh Dinh, Thiếu tướng Nguyễn Cảnh Hiền.